# سرغايا
سرغايا هي بلدة ومصيف سوري يَقع شمال مدينة دمشق، وسطَ منطقة جبلية بالقرب من عدد من المصايف السورية المعروفة مثل الزبداني وبلودان، وهي تابعة إدارياً لمنطقة الزبداني ضمنَ محافظة ريف دمشق، كما أنها مركز ناحية.
يُقَدَّر عدد أهالي قرية سرغايا بـ25000 نسمة حسبَ إحصائية للبلدة عام 2016 .

## أصل التسمية
هناك عدَّة فرضيات حول أصل اسم «سرغايا»، فأهالي البلدة - وخاصةً المُعَمِّرين في السِّنِ منهم - يَدَّعون أَنَّ اسم «سرغايا» مُشتَقٌّ من كلمتين، هما «سِّر الغَوَايا»، والمقصود بـ«الغوايا» هنا «النوايا» أو «الغايات». لكن بعض الروايات الأخرى تقول: إن الاسم سرغايا هو تسمية فارسية، وإن سرغايا في اللغة الفهلوية تعني «الثغر»، حيث كانت الثغر بين الفرس واليونان، وقد انتشرت هذه التسمية «سر-» في المناطق التي كانت تحت سيطرة الفرس مثل سرمدا وسرجبلة وسرمين وسراقب، وكلها تسميات لقرى ومناطق سورية تقع في الشمال وتابعة إدارياً لمحافظة إدلب التي كانت محل السِجَال بين الفرس واليونان. وتأكيداً لهذه الرواية ثمَّة موقع أثري من تاريخ الفرس في منطقة كفر تخاريم التابعة لمحافظة إدلب، وهذا الموقع يَحمل أيضاً نفس الاسم «سرغايا». وفي رواية ثالثة كلمة سرغايا تعني «سرج الفرس»، وذلك تعبيراً عن شكل سهل وقرية سرغايا الذي يشكل منخفضاً بين جبلين.

## الجغرافيا
تقع سرغايا في الطرف الغربي من دولة سوريا المتُاخم للحدود الشرقية اللبنانية، وبالتالي فإنها متاخمة أيضاً لجبال لبنان الشرقية الواقعة إلى شمال غرب العاصمة السورية دمشق.
تبعد سرغايا عن دمشق حوالي 55 كم، وهي تقع على ارتفاع 1450 متراً فوق مستوى سطح البحر، وإذا ما رغب الزائر في الذهاب إليها من دمشق العاصمة فيمكنه ذلك إما عن طريق أوتستراد المزة متوجهاً باتجاه الغرب وعند الوصول مفرق الزبداني يتجه يميناً باتجاه الزبداني، أو يتّجه من ساحة الأمويين الواقعة في غربيّ العاصمة دمشق إلى طريق دمّر مروراً بربوة دمشق (وهي عبارة عن واحة خضراء محاطة بالجبال وسكة القطار على ضفاف نهر بردى، وتُعتَبر الربوة مقصد السياح من مختلف الأماكن والزوار والقاطنين في العاصمة دمشق خلال فصل الصيف لقضاء رحلة يومية قصيرة، والمُتعارف عليها باللهجة الشامية بـ«السَيرَان»).

### المناخ
تتميز منطقة الزبداني والبلدات والقرى المرافقة لها – ونَخُصُّ بِالذكر سرغايا وبلودان اللتين تعتبران أكثر المناطق ارتفاعاً عن سطح البحر (سرغايا 1450 م، بلودان أكثر من 1500 م) - بمناخها الجبلي وطقسها المُعتدل الجاف الجبلي في دمشق حيث درجات الحرارة تصل الأربعين، بينما في سرغايا وخاصةً في سهل سرغايا درجات الحرارة تتراوح بين 18 و 25 درجة مئوية في فصل الصيف بينما فصل الشتاء فهو قاس جدا ويتميز ببرده القارس وتراكم الثلوج المتواصل حيث تصل أحياناً درجة الحرارة (15 تحت الصفر) ومَقصَد الباحثين عن الراحة والاسْتجمام في ربوع الطبيعة الخَلاَّبة. وتعتبر الزبداني وجارتيها سرغايا وبلودان من أجمل مناطق ريف دمشق، كما هو معروف للقاصي والداني أنَّ الزبداني وبلودان تُمثلان أي المكان الأساسي الذي يقصده سُيَّاح دول الخليج العربي القادمين إلى سوريا في موسم السياحية الصيفَّية بين شهري تموز وآب وذلك لما تُوَفِرُه كلتاهما من شُقَقٍ مفروشة وفيلات ديلوكس وفنادق خمس نجوم وكافة وسائل الراحة والتَرَف والتسلية، ولكن ما يغيب عن ذهن الكثيرين هو كَون قرية سرغايا ما زالت صَامِدة أمام هذا الشَبَح المُخِيف (شَبَح الشُقَق المفروشة لتلبية رغبات السياح) وبَقيت محافظةً على عاداتها وتقاليدها وبَسَاطتها، فالنُخبة من السُّياح يقدمون إلى سرغايا لقضاء رحلة في مزارع التفاح والإجاص والكرز وكل ما يخطر على البال من أشجار مُثمرة حيث قد لاتجد فنادق خمس نجوم ومطاعم فخمة وملاهٍ لقضاء حفلات السَهَر والسَمَر الصاخبة كما في المصايف المجاورة، وكثيراً ما يتداول أهالي سرغايا المَثَل القائل: (الضيف، ضيف الرحمن) والمقصود أنَّ إكرام الضيف يُعتَبر من طقوس العبادة التي يجب أن لا نستهينَ بها.

### حدود سرغايا
يَحُّد سرغايا من الشمال والشرق أجزاء من جبل سِنِّير وهذا الجبل قديم قِدم التاريخ حيث وَرَد في التوراة باسم جبل (أمانا)، هذا الجبل الشامخ هو عبارة عن كتلة صخرية هائلة مؤلفة من صَهَوات وهِضاب شاهقة متتالية بشكلٍ متناسقٍ تارةً وعشوائي تارةً أُخرى مما لا يَدَعُ شكّاً للناظرإليه على عَظَمة الخالق سُبحانه، هذه السلسلة الجبلية تبدأ من وادي حلبون ومنين في الشرق وتنتهي في الجدار الجبلي القائم شرقي سرغايا والمُسَمّى ((الجبل الشرقي)) أو ((جبل شقيف))، وفي هذه الكتلة تبرز عدة قُمم منها في شمالي بلودان وشرقي سرغايا (قمة أبوالحفّ 2360 متر) والمُتعارف عليها بين أهالي سرغايا ب (الحَرف) حيث يوجد في أعلى هذه القمة منحدر صخري قائم كحرف الألف (ا) تماماً يَصعُب تَسلُقه حتى على مُحترفي تسلُّق الجبال ويوجد مغارة في بطن هذا الحرف تُسمى من قِبَل أهالي سرغايا ب (مغارة أبو زيد) / (مغارة بو زَايد باللهجة السرغانية) حيث لهذ المغارة قِصص وحكايات قد تصل لحد الخُرافة والأساطير، وهناك قمم أُخرى لاتقل شأناً عنها مِثل (قمة عين النسور 2316 متر) بينما في شرق مضايا والتكية فهناك (قمة شقيف الحزم 1700متر) حيث تتوضع على ذروتها قلعة صخريِّة تُدعى (قلعة الكرسي) نسبةً لشكلها وعليها مقامان مجهولان وتتواجد هناك أشجار السنديان الضخمة وفي سفح هذه الكتلة الشاهقة وهذا الجدار الشامخ يتوضع منخفض مستطيل الشكل يؤلف سهل سرغايا في الشمال الشرقي والذي يمتد باتجاه الجنوب مروراً بقرية عين حور والحمرات حتى سهل الزبداني الأخضر.
يَحدُّ سرغايا من الغرب والجنوب الغربي الجبل الغربي الذي يمكن اعتباره امتداد الجبل الشرقي الآنف الذكر وإذا ما تابعنا باتجاه الغرب فنجد الجبل الغربي الذي مقارنةً بقرينه الشرقي يُعتبر هضبة وليس جبلاً.

### سهل سرغايا
لمشاهدة المنظر الرائع لسهل سرغايا يجب الصعود إلى (جبل الشقيف) إما على طريق وعِرة جداً من شمال شرق قرية سرغايا حيث يبدأ الصعود باتجاه ((الجُرد، مزرعة النهِّير)) أو عن طريق أُخرى أسهل وأقل وَعرةً عن طريق بلودان حيث يتم الصعود إلى جبل الشقيف من فوق (عين أبو زاد) ماشياً أو راكباً وخلال ساعة من الزمن حيث يتم الوصول إلى ارتفاع 1832م يتواجد ((دير يونان)) وهو هيكل (معبد) وثني قديم لا تزال بعض أحجاره الضخمة المنحوتة قائمة حتى الآن وقد بنى اليونانيين (الإغريق) هذا المعبد خلال مرور (ألكسندر الكبير المكدوني) بلاد الشام متجهاً إلى الهند وبلاد فارس عبر سورية، بَنَوُّه على سفح قمة وَعِرَة شاهقة في الشمال الشرقي من بلودان وهذه القمة تطل على منظر بانورامي غاية في الروعة لسهل سرغايا وعين حور وطريق السكة الحديدية القادم من دمشق مروراً بالزبداني وسرغايا باتجاه الأراضي اللبنانية (ريَّاق وزَحلة) وصولاً إلى بيروت.
الوحدة الإرشادية ومركز البحوث الزراعية في سهل سرغايا:
جَديرٌ بِالذِكر أَنَّهُ في سهل سرغايا يوجد المركز الزراعي في سرغايا، وهو عبارة عن محطة زراعية تابعة لوزارة الزراعة وفيها محطة بحوث سرغايا التابعة للهيئة العامة للبحوث العلمية الزراعية، وكما ورد في تقرير المحطة (التربة فيها رملية طينية قريبة قاعدية فقيرة بالمواد العضوية والآزوت الكلي، قليلة الملوحة، ذات محتوى جيد من كربونات الكالسيوم، PH= 7.83 ومحتوى متوسط من الفوسفور والبوتاس
جدول: بعض المعطيات المناخية السائدة في محطة بحوث سرغايا
أشهر السنة	متوسط الحرارة عظمى/ مئوية	متوسط الحرارة صغرى/ مئوية	متوسط الرطوبة نسبية %	هطول مطري/ملم	هطول ثلجي/ سم
أيلول	28.6	7.65	50	0	0
ت1	23.6	4.6	67	11.25	0
ت2	14.1	2.95	76.25	130.5	27.5
ك1	8.55	-2.1	81.7	86	56.5
ك2	7.95	-2.25	85.15	207.45	120.5
شباط	8.6	- 3.2	77.4	202.45	162
آذار	14.95	0.5	59.5	17.25	4
نيسان	18.6	3.05	50.9	23.45	0
أيار	22.25	5.3	48.35	11.05	0

### فالق سرغايا الزلزالي
جَديرٌ بِالذِكر أيضاً أَنَّ سرغايا تقع على فالق زلزالي معروف عالمياً باسم «فالق سرغايا»، وهو فرع لفالق المَشرِق الذي يبدأ من سلسلة الجبال الفاصلة بين لبنان وسوريا.

## المركزية الإدارية
تتبع قرية سرغايا إدارياً - والتي تُعتَبَر ناحية - منطقة الزبداني، والتي بدورها تُعتبر تابعة إلى محافظة ريف دمشق. تتبع ناحية سرغايا إدارياً بلدتان فقط، وهُما مركز الناحية سرغايا نفسها، بالإضافة إلى بلدة عين حور. ويَبلغ إجماليُّ عدد سكان الناحية حسبَ إحصاء عام 1995 حوالي 14,200 نسمة، منهم 11,900 في سرغايا و 2,300 في عين حور.
الأشجار المُثمِرة في سرغايا:
تَكثُر الينابيع في سرغايا والمناطق المجاورة والتي تتميز بمائها العذب البارد الصافي كما تتنوع الأشجار المثمرة بمختلف أنواعها:
تفاح بأنواعه (أصفر غولدن، أحمر ستاركن، تفاح سُكَّري...)، إجاص «كمثرى» بأنواعه (مِسكَاوي، كُّوشي، أبو سطل، قِشطة بعَسَل). دراق بأنَواعه (مُخمَلي...), كرز بأنواعه، خوخ بأنواعه (أبو خَط، أبو ريّحة، بلدي...)، مشمش بأنواعه (عَجَمي، بلدي....)، عنب بأنواعه (زَيّني، كلَابي، بلدي...).
إضافةً إلى أنواع أُخرى من الثمار والفاكهة مثل: السفرجل، التوت، التين، الجوز اللوز، الجَارِنك.

## السياحة في سرغايا
سرغايا مصيف جميل وهادئ يتربع في قمم الجبال ويتمتع بجو دافئ في الصيف وبارد جدا في فصل الشتاء حيث تتساقط الثلوج لتغطي البلدة وكافة الجبال المحيطة بها، وسرغايا على مقربة من مصيف بلودان الشهير ومصيف الزبداني، في سرغايا عدد من المطاعم والمنتزهات الطبيعية الرائعة. وتحيط بها منطقة سياحية يرتادها عشرات الآلاف السياح سنويا.